# Tomasz Łappa
Tomasz Łappa herbu Lubicz – sędzia ziemski starodubowski w 1792 roku, pisarz ziemski starodubowski w latach 1786–1792, podstarości starodubowski w latach 1777–1786, pisarz grodzki starodubowski w latach 1759–1777.

## Życiorys
W załączniku do depeszy z 2 października 1767 roku do prezydenta Kolegium Spraw Zagranicznych Imperium Rosyjskiego Nikity Panina, poseł rosyjski Nikołaj Repnin określił go jako posła właściwego dla realizacji rosyjskich planów na sejmie 1767 roku, poseł powiatu starodubowskiego na sejm 1767 roku.